# Stephan Enter
Stephan Enter (Rozendaal, 12 novembre 1973) è uno scrittore olandese.

## Biografia
Presso l'Università di Utrecht, ha portato a termine studi riguardanti sia la lingua e letteratura olandese che la cultura celtica.
Il suo esordio letterario è avvenuto nel 1999, con la raccolta di racconti Winterhanden, nonostante avesse pronti già due romanzi, ottenendo un buon successo di critica e mettendosi in luce nel panorama nazionale olandese.
Il suo primo romanzo, Lichtjaren (letteralmente "anni luce") è stato pubblicato nel 2004, procurandogli una candidatura al Libris Literature Prize. Il successivo Spel ("gioco", "partita") è stato tradotto anche in Germania.
Il suo più grande successo letterario è il romanzo La presa (Grip, in lingua originale) del 2011, che lo ha reso noto al pubblico mondiale, tradotto anche in Germania, in Norvegia e in Italia. La presa ha ricevuto il premio del pubblico al Golden Owl (Gouden Boekenuil) per il miglior romanzo in lingua olandese. Lo stesso romanzo è stato insignito anche del premio Bordewijk e del C.C.S.Croneprijs.

## Opere
- 1999 - Winterhanden (raccolta di racconti)
- 2004 - Lichtjaren (romanzo)
- 2007 - Spel (romanzo)
- 2011 - Grip (romanzo)
- 2015 - Compassie (romanzo)

## Opere in edizione italiana
- La presa (tit. originale: Grip), trad. di Giorgio Testa, Iperborea, Milano 2014